# Empire of the Ants
Empire of the Ants (фр. Les Fourmis) — компьютерная игра в жанре стратегии в реальном времени, разработанная и изданная французской компанией Microïds в 2000 году.
Игра создана по мотивам романа Бернарда Вербера «Муравьи».

## Игровой процесс
Игрок в «Empire of the Ants» выступает в роли феромона, который управляет муравейником и всеми населяющими его муравьями. В задачи феромона входит командование войсками, расставление приоритетов рабочих муравьёв, заказ определённых видов муравьёв у королевы и строительство. Помимо муравьёв, необходимо выращивать других различных насекомых, которые производят питательные вещества либо служат транспортом.
Игра делится на две части — управление муравейником и внешний мир. Внутри муравейника игрок не имеет прямого контроля над муравьями. Все задания по его управлению, такие как сбор пищи, уход за яйцами и строительство ходов, задаются в виде приоритетов. Игрок может добавлять задания, менять их приоритетность, а также удалять их из списка. Во внешнем мире присутствуют зоны с ресурсами, которые могут собирать рабочие муравьи. Помимо ресурсов, во внешнем мире присутствуют враги муравьев — хищные насекомые и враждебные муравьи из других муравейников. Игрок может управлять в реальном времени отрядами муравьев-солдат, у каждого из которых есть три параметра — сила, здоровье и мораль. В ходе игры муравьи копят опыт, благодаря которому получают различные бонусы к характеристикам.

## Версии игры
Оригинальная версия игры «Les Fourmis» (рус. Муравьи) была издана компанией Microïds во Франции весной 2000 года. В конце 2000 года для игры было выпущено дополнение «Les Fourmis: Les Guerres de l’Ouest» (рус. Муравьи: Западные войны). Англоязычная версия была выпущена в Северной Америке под названием «Empire of the Ants» (рус. Империя муравьев) компанией Strategy First 10 июля 2001 года. В американской версии были добавлены дополнительные юниты, которыми можно управлять, новые враги и территории.

## Отзывы
| Сводный рейтинг | Сводный рейтинг |
| Агрегатор       | Оценка          |
| --------------- | --------------- |
| GameRankings    | 60,57 %         |

Джордж Джоунс из журнала Computer Gaming World дал игре в целом положительную рецензию и поставил игре 3,5 балла из 5 возможных. Он похвалил необычный игровой процесс и заявил, что игра является «глотком свежего воздуха для игроков». Он также отметил, что игра могла бы быть на много лучше, если бы больше следовала первоисточнику.
Тим Макконахи с сайта GameSpy поставил игре 75 %, отметив новаторский подход разработчиков к жанру RTS. Тем не менее он посчитал, что игра кажется недоделанной, а также ему не понравилось отсутствие прямого контроля. Помимо этого он раскритиковал неоправданную сложность некоторых миссий в кампании, а также заявил, что из-за ошибок невозможно пройти обучение.
Критик сайта IGN Дэн Адамс дал игре менее позитивную рецензию, поставив 6 баллов из 10. В своем отзыве он отметил интересную идею, но при этом сказал, что она теряется на фоне плохой графики и недоработок в игровом процессе.

## Аналоги
Разрабатывается игра Empires of the undergrowth, которая на текущий момент в статусе игры с ранним доступом.